# 냄 카우
냄 카우(라오어: ແໜມເຂົ້າ) 또는 얌 냄(태국어: ยำแหนม)은 양념해 튀긴 쌀밥과 라오스·태국의 발효 소시지인 냄으로 만든 샐러드이다. 흔히 길거리 음식으로 먹는다.

## 이름
- 라오스: 냄 카우(ແໜມເຂົ້າ), 냄 카우 톳(ແໜມເຂົ້າທອດ), 냄 타드어(ແໜມທ່າເດືອ)
- 태국: 얌 냄(ยำแหนม), 얌 냄 카오 톳(ยำแหนมข้าวทอด), 냄 클룩(แหนมคลุก)

라오스어/태국어 "냄(ແໜມ/แหนม)"은 발효 소시지를 뜻하는 말이며, "카오/카우(ເຂົ້າ/ข้าว)"는 "쌀, 밥"을, "톳(ທອດ/ทอด)"은 "튀기다"를 뜻한다. 타드어(ທ່າເດືອ)는 라오스의 지명이며, 태국어 "얌(ยำ)"은 "샐러드", "클룩(คลุก)"은 "섞다"라는 뜻이다. 라오스어 "냄 카우(ແໜມເຂົ້າ)"는 "쌀밥 소시지"를, "냄 카우 톳(ແໜມເຂົ້າທອດ)"은 "튀긴 밥 소시지"를, "냄 타드어(ແໜມທ່າເດືອ)"는 "타드어식 소시지"를 뜻한다. 태국어 "얌 냄(ยำแหนม)"은 "소시지 샐러드"를, "얌 냄 카오 톳(ยำแหนมข้าวทอด)"은 "튀긴 쌀밥 소시지"를, "냄 클룩(แหนมคลุก)"은 "섞은 소시지"를 뜻하는 말이다.

## 만들기
재스민쌀로 지은 밥에 레드 커리 페이스트, 달걀, 잘게 간 코코넛 과육, 카피르라임 잎, 설탕, 남 빠/남 쁠라(어장) 등을 넣고 주먹밥이나 아란치니처럼 둥글게 뭉쳐서 기름에 튀긴다. 바삭바삭하게 튀겨지면 부순 다음, 냄(발효 소시지)과 파, 고수 잎, 쿨란트로 등 향신채, 구운 땅콩, 돼지 껍데기 등을 섞고 라임 즙과 남 빠/남 쁠라(어장)로 간을 해 상추, 튀긴 고추와 곁들여 낸다. 먹을 때는 샐러드를 상추에 싸 먹는다.

## 같이 보기
- 샐러드 목록